# Kolarstwo na Letnich Igrzyskach Olimpijskich 1988
Kolarstwo na Letnich Igrzyskach Olimpijskich 1988 w Seulu rozgrywane było w dniach 18 - 24 września. W zawodach wzięło udział 422 kolarzy z 62 krajów. Na igrzyskach tych zadebiutował sprint kobiet. Reprezentacja Polski wywalczyła jeden medal - srebro w wyścigu drużynowym na czas. Długość indywidualnego wyścigu szosowego wynosiła 82,0 km dla kobiet i 196,8 km dla mężczyzn.

## Medaliści
| Konkurencja                             | Złoto                                                                              | Srebro                                                                              | Brąz                                                                     |
| Klasyfikacja kobiet                     |                                                                                    |                                                                                     |                                                                          |
| kolarstwo szosowe                       |                                                                                    |                                                                                     |                                                                          |
| Wyścig indywidualny ze startu wspólnego | Monique Knol                                                                       | Jutta Niehaus                                                                       | Laima Zilporytė                                                          |
| kolarstwo torowe                        |                                                                                    |                                                                                     |                                                                          |
| Sprint                                  | Erika Salumäe                                                                      | Christa Rothenburger                                                                | Connie Paraskevin                                                        |
| Klasyfikacja mężczyzn                   |                                                                                    |                                                                                     |                                                                          |
| kolarstwo szosowe                       |                                                                                    |                                                                                     |                                                                          |
| Wyścig indywidualny ze startu wspólnego | Olaf Ludwig                                                                        | Bernd Gröne                                                                         | Christian Henn                                                           |
| Drużynowa jazda na czas                 | NRD · Uwe Ampler · Mario Kummer · Maik Landsmann · Jan Schur                       | Polska · Joachim Halupczok · Zenon Jaskuła · Marek Leśniewski · Andrzej Sypytkowski | Szwecja · Björn Johansson · Jan Karlsson · Michel Lafis · Anders Jarl    |
| kolarstwo torowe                        |                                                                                    |                                                                                     |                                                                          |
| Sprint                                  | Lutz Heßlich                                                                       | Nikołaj Kowsz                                                                       | Gary Neiwand                                                             |
| Wyścig drużynowy na dochodzenie         | ZSRR · Wiaczesław Jekimow · Artūras Kasputis · Dmitrij Nielubin · Gintautas Umaras | NRD · Carsten Wolf · Steffen Blochwitz · Roland Hennig · Dirk Meier                 | Australia · Brett Dutton · Wayne McCarney · Stephen McGlede · Dean Woods |
| Wyścig indywidualny na dochodzenie      | Gintautas Umaras                                                                   | Dean Woods                                                                          | Bernd Dittert                                                            |
| 1 km na czas                            | Aleksandr Kiriczenko                                                               | Martin Vinnicombe                                                                   | Robert Lechner                                                           |
| Wyścig punktowy                         | Dan Frost                                                                          | Leo Peelen                                                                          | Marat Ganiejew                                                           |

### Kolarstwo szosowe

#### Kobiety

##### Indywidualny wyścig ze startu wspólnego
| Miejsce | Państwo           | Zawodniczka            | Czas      |
| ------- | ----------------- | ---------------------- | --------- |
| 1.      | Holandia          | Monique Knol           | 2:00:52 h |
| 2.      | RFN               | Jutta Niehaus          | +0:00 min |
| 3.      | ZSRR              | Laima Zilporytė        | +0:00 min |
| 4.      | Kanada            | Geneviève Robic-Brunet | +0:00 min |
| 5.      | ZSRR              | Walentina Jewpak       | +0:00 min |
| 6.      | Wielka Brytania   | Maria Blower           | +0:00 min |
| 7.      | Szwecja           | Marie Höljer           | +0:00 min |
| 8.      | Stany Zjednoczone | Inga Thompson-Benedict | +0:00 min |

#### Mężczyźni

##### Indywidualny wyścig ze startu wspólnego
| Miejsce | Państwo           | Zawodnik               | Czas      |
| ------- | ----------------- | ---------------------- | --------- |
| 1.      | NRD               | Olaf Ludwig            | 4:32:22 h |
| 2.      | RFN               | Bernd Gröne            | +0:03 min |
| 3.      | RFN               | Christian Henn         | +0:24 min |
| 4.      | Stany Zjednoczone | Bob Mionske            | +0:24 min |
| 5.      | ZSRR              | Dżamolidin Abdużaparow | +0:24 min |
| 6.      | Australia         | Edward Salas           | +0:24 min |
| 7.      | Włochy            | Roberto Pelliconi      | +0:24 min |
| 8.      | Nowa Zelandia     | Graeme Miller          | +0:24 min |

##### Drużynowa jazda na czas
| Miejsce | Państwo        | Zawodnik                                                             | Czas        |
| ------- | -------------- | -------------------------------------------------------------------- | ----------- |
| 1.      | NRD            | Jan Schur Uwe Ampler Mario Kummer Maik Landsmann                     | 1:57:47.7 h |
| 2.      | Polska         | Andrzej Sypytkowski Joachim Halupczok Zenon Jaskuła Marek Leśniewski | 1:57:54.2 h |
| 3.      | Szwecja        | Michel Lafis Anders Jarl Björn Johansson Jan Karlsson                | 1:59:47.3 h |
| 4.      | Francja        | Laurent Bezault Eric Heulot Pascal Lance Thierry Laurent             | 1:59:49.8 h |
| 5.      | Włochy         | Roberto Maggioni Eros Poli Mario Scirea Flavio Vanzella              | 1:59:58.3 h |
| 6.      | RFN            | Ernst Christl Bernd Gröne Rajmund Lehnert Remig Stumpf               | 2:00:06.3 h |
| 7.      | ZSRR           | Wasilij Żdanow Wiktor Klimow Asiat Saitow Igor Sumnikow              | 2:00:27.0 h |
| 8.      | Czechosłowacja | Vladimír Hrůza Vladimír Kinšt Milan Křen Jozef Regec                 | 2:00:57.1 h |

### Kolarstwo torowe
Zawody rozegrano na Seoul Olympic Velodrome.

#### Kobiety

##### Sprint
| Miejsce | Państwo           | Zawodniczka          |
| ------- | ----------------- | -------------------- |
| 1.      | ZSRR              | Erika Salumäe        |
| 2.      | NRD               | Christa Rothenburger |
| 3.      | Stany Zjednoczone | Connie Paraskevin    |
| 4.      | Francja           | Isabelle Gautheron   |
| 5.      | Australia         | Julie Speight        |
| 6.      | Chiny             | Zhou Suying          |
| 7.      | Wielka Brytania   | Louise Jones         |
| 8.      | Chińskie Tajpej   | Yang Hsiu-Chen       |

#### Mężczyźni

##### Sprint
| Miejsce | Państwo           | Zawodnik          |
| ------- | ----------------- | ----------------- |
| 1.      | NRD               | Lutz Heßlich      |
| 2.      | ZSRR              | Nikołaj Kowsz     |
| 3.      | Australia         | Gary Neiwand      |
| 4.      | Wielka Brytania   | Eddie Alexander   |
| 5.      | Czechosłowacja    | Vratislav Šustr   |
| 6.      | Belgia            | Erik Schoefs      |
| 7.      | RFN               | Frank Weber       |
| 8.      | Trynidad i Tobago | Maxwell Cheeseman |

##### Wyścig drużynowy na dochodzenie
| Miejsce | Państwo        | Zawodnik                                                              |
| ------- | -------------- | --------------------------------------------------------------------- |
| 1.      | ZSRR           | Wiaczesław Jekimow Artūras Kasputis Dmitrij Nielubin Gintautas Umaras |
| 2.      | NRD            | Carsten Wolf Steffen Blochwitz Roland Hennig Dirk Meier               |
| 3.      | Australia      | Brett Dutton Wayne McCarney Stephen McGlede Dean Woods                |
| 4.      | Francja        | Hervé Dagorné Pascal Lino Didier Pasgrimaud Pascal Potié              |
| 5.      | Czechosłowacja | Svatopluk Buchta Zbyněk Fiala Pavel Soukup Aleš Trčka                 |
| 6.      | Włochy         | Ivan Beltrami Gianpaolo Grisandi David Solari Fabrizio Trezzi         |
| 7.      | Polska         | Ryszard Dawidowicz Joachim Halupczok Andrzej Sikorski Marian Turowski |
| 8.      | Dania          | Peter Clausen Dan Frost Lars Olsen Jimmi Madsen                       |

##### Wyścig indywidualny na dochodzenie
| Miejsce | Państwo         | Zawodnik           |
| ------- | --------------- | ------------------ |
| 1.      | ZSRR            | Gintautas Umaras   |
| 2.      | Australia       | Dean Woods         |
| 3.      | NRD             | Bernd Dittert      |
| 4.      | Wielka Brytania | Colin Sturgess     |
| 5.      | Polska          | Ryszard Dawidowicz |
| 6.      | Dania           | Peter Clausen      |
| 7.      | Nowa Zelandia   | Gary Anderson      |
| 8.      | Włochy          | Ivan Beltrami      |

##### 1 km na czas
| Miejsce | Państwo       | Zawodnik             | Czas       |
| ------- | ------------- | -------------------- | ---------- |
| 1.      | ZSRR          | Aleksandr Kiriczenko | 1:04.499 h |
| 2.      | Australia     | Martin Vinnicombe    | 1:04.784 h |
| 3.      | RFN           | Robert Lechner       | 1:05.114 h |
| 4.      | Dania         | Kenneth Røpke        | 1:05.168 h |
| 5.      | Hiszpania     | Bernardo González    | 1:05.281 h |
| 6.      | NRD           | Maic Malchow         | 1:05.393 h |
| 7.      | Nowa Zelandia | Tony Graham          | 1:05.744 h |
| 8.      | Francja       | Frédéric Magné       | 1:06.142 h |

##### Wyścig punkotwy
| Miejsce | Państwo           | Zawodnik          |
| ------- | ----------------- | ----------------- |
| 1.      | Dania             | Dan Frost         |
| 2.      | Holandia          | Leo Peelen        |
| 3.      | ZSRR              | Marat Ganiejew    |
| 4.      | Australia         | Robert Burns      |
| 5.      | Argentyna         | Juan Curuchet     |
| 6.      | RFN               | Uwe Messerschmidt |
| 7.      | Francja           | Pascal Lino       |
| 8.      | Stany Zjednoczone | Frankie Andreu    |

## Klasyfikacja medalowa
| #  | Reprezentacja     | Złoto | Srebro | Brąz | Razem |
| -- | ----------------- | ----- | ------ | ---- | ----- |
| 1. | ZSRR              | 4     | 1      | 2    | 7     |
| 2. | NRD               | 3     | 2      | 1    | 6     |
| 3. | Holandia          | 1     | 1      | 0    | 2     |
| 4. | Dania             | 1     | 0      | 0    | 1     |
| 5. | Australia         | 0     | 2      | 2    | 4     |
|    | RFN               | 0     | 2      | 2    | 4     |
| 7. | Polska            | 0     | 1      | 0    | 1     |
| 8. | Szwecja           | 0     | 0      | 1    | 1     |
|    | Stany Zjednoczone | 0     | 0      | 1    | 1     |